# Austrolimnophila japenensis
Austrolimnophila japenensis är en tvåvingeart som beskrevs av Alexander 1947. Austrolimnophila japenensis ingår i släktet Austrolimnophila och familjen småharkrankar. Inga underarter finns listade i Catalogue of Life.